# Weckshäuschen
Weckshäuschen ist eine Ortslage im Stadtteil Merscheid der bergischen Großstadt Solingen.

## Lage und Beschreibung
Der Ort befindet sich auf dem Höhenrücken zwischen dem Lochbachtal im Norden und dem Viehbachtal im Süden, auf dem die Landesstraße 141, die Merscheider Straße, verläuft. Die ursprünglich zu dem Ort gehörenden Gebäude lagen nördlich des Merscheider Busch an der Merscheider Straße zwischen den Einmündungen der Eifel- und der Herzogstraße. Der Ort ist jedoch in der geschlossenen Bebauung entlang der Merscheider Straße aufgegangen. Benachbarte Orte sind bzw. waren (von Nord nach West): Bech, Merscheid, Dahl, Dahler Hammer, Linden, Merscheider Busch, Fürker Irlen, Fürk, Schwarzenhäuschen.

## Etymologie
Die Ortsbezeichnung Weckshäuschen geht auf den Familiennamen Weck zurück.

## Geschichte
Im Jahre 1715 ist der Ort in der Karte Topographia Ducatus Montani, Blatt Amt Solingen, von Erich Philipp Ploennies mit einer Hofstelle verzeichnet und als K-hüsg. benannt. Der Ort gehörte ab 1808 zur Honschaft Merscheid. Er lag direkt an der Höhenrückenstraße, die Ohligs über Merscheid mit Mangenberg und Solingen verband und die zu Beginn des 19. Jahrhunderts noch ein einfacher unvollkommen unterhaltener Kommunalweg war. Unter preußischer Regierung wurde daraus die Merscheider Bezirksstraße, die bis Ende des 19. Jahrhunderts nur sehr dünn besiedelt war. Die Topographische Aufnahme der Rheinlande von 1824 verzeichnet den Ort als im Häuschen, die Preußische Uraufnahme von 1844 verzeichnet ihn als Weckshäuschen. In der Topographischen Karte des Regierungsbezirks Düsseldorf von 1871 ist der Ort ohne Namen verzeichnet.
Nach Gründung der Mairien und späteren Bürgermeistereien Anfang des 19. Jahrhunderts gehörte Weckshäuschen zur Bürgermeisterei Merscheid, die 1856 zur Stadt erhoben und im Jahre 1891 in Ohligs umbenannt wurde.
1815/16 lebten 14, im Jahr 1830 19 Menschen im als Dorf bezeichneten Wohnplatz. 1832 war der Ort weiterhin Teil der Honschaft Merscheid innerhalb der Bürgermeisterei Merscheid, dort lag er in der Flur VI. Poschheide. Der nach der Statistik und Topographie des Regierungsbezirks Düsseldorf als Hofstadt kategorisierte Ort besaß zu dieser Zeit fünf Wohnhäuser und vier landwirtschaftliche Gebäude. Zu dieser Zeit lebten 25 Einwohner im Ort, davon zwei katholischen und 23 evangelischen Bekenntnisses. Die Gemeinde- und Gutbezirksstatistik der Rheinprovinz führt den Ort 1871 mit zehn Wohnhäuser und 61 Einwohnern auf.
Bereits in der Preußischen Neuaufnahme von 1893 hatte der Ort seine solitäre Lage eingebüßt und war in der sich von Merscheid ausbreitenden Bebauung entlang der Merscheider Straße aufgegangen, die in diesem Abschnitt damals Poststraße hieß. Eine Ortsbezeichnung ist in der Karte nicht mehr verzeichnet.
Mit der Städtevereinigung zu Groß-Solingen im Jahre 1929 wurde Weckshäuschen ein Ortsteil Solingens. Die Ortsbezeichnung Weckshäuschen erhielt auch nach der Städtevereinigung keinen Einzug mehr in den Solinger Stadtplan, bis heute ist sie dort nicht mehr verzeichnet und auch nicht mehr gebräuchlich, da der Ort in der geschlossenen gründerzeitlichen Bebauung der Wohnviertel im Merscheider Westen aufgegangen ist.